# 及位村
及位村（のぞきむら）は山形県最上郡にあった村。現在の真室川町北東部、真室川上流域、奥羽本線沿線にあたる。

## 村名の由来
難読地名である「のぞきむら」の名前の由来は女甑山にある。昔、女甑山の断崖から逆さ吊りになって、断崖の岩窟に安置された秘仏を拝む「覗きの行」という荒行があり、その荒行を修めた修験者は、より高い行者の「位」を得るに「及」んだという意味から、その地位を「及位」と書いて「のぞき」と呼ぶようになり、ふもとの集落も及位と呼ばれるようになったという。

## 地理
- 山： 黒森、女加無山、男加無山、大森山、男甑山、女甑山、前森山、南沢山、出穴森、金倉山、黒森、檜木森、戸屋沢山、丸森、上内松山、立蔵山
- 河川： 真室川

## 歴史
- 1889年（明治22年）4月1日 - 町村制の施行により、及位村、大滝村、釜淵村の区域をもって発足。
- 1956年（昭和31年）9月30日 - 真室川町・安楽城村と合併し、改めて真室川町が発足。同日及位村廃止。

## 交通

### 鉄道路線
- 日本国有鉄道
  - 奥羽本線
    - 釜淵駅 - 大滝駅 - 及位駅

### 道路
- 国道13号